# Jean-Claude Blanchard
Pour les articles homonymes, voir Blanchard.
Jean-Claude Blanchard est un footballeur français né le 14 novembre 1943 à Toulouse et mort le 26 décembre 2023 à Simorre (Gers),,. 

## Biographie
Repéré par l’U.S. de Cazères où il devient professionnel, cet avant-centre est rapidement engagé au Stade de Reims, en 1965, sous la houlette de Raymond Kopa. avant de revenir dans le club de sa ville natale, à l'US Toulouse. Joueur de tempérament, en 1969, il est présélectionné pour l’équipe de France, mais pas retenu en raison de blessures, qui seront récurrentes tout au long de sa carrière.
Blanchard porte des lunettes sur le terrain,  et tire indifféremment du pied gauche ou droit. Il a joué à Reims, Bastia, Toulouse et Martigues. En 2020, retraité à Boulogne-sur-Gesse, Jean-Claude Blanchard rassemble ses notes et souvenirs et publie avec Jean-Pierre Prault sa biographie : Bigleux boiteux mais redoutable. 

« Il faut remonter soixante ans en arrière, … 
J’ai commencé à écrire lors de ma première blessure à Reims, un document qui se voulait technique, en direction des jeunes »

## Carrière de joueur
- avant 1965 : US Cazères
- 1965-1968 : Stade de Reims
- 1968-1970 : SEC Bastia
- 1970-1972 : Stade de Reims
- 1973-1974 : US Toulouse[5]

## Palmarès
- Champion de France D2 en 1966 avec le Stade de Reims

## Statistiques
- 21 matches et 5 buts marqués en D1 avec le Stade de Reims
- 27 matchs et 10 buts marqué en D1 avec le SEC Bastia

## Sources
- Pascal Grégoire-Boutreau, Tony Verbicaro, Stade de Reims, une histoire sans fin, Éditions des Cahiers intempestifs, 2001
- Col., Football 1974, Les cahiers de l'Équipe 1973